# Muath Faqeehi
Muath Faqeehi (30 de mayo de 2002) es un futbolista saudita que juega en la demarcación de defensa para el Al-Ittihad Jeddah Club de la Liga Profesional Saudí.

## Trayectoria
Tras formarse como futbolista en las categorías inferiores del Al Hilal SFC, finalmente en la temporada 2022/23 subió al primer equipo. Hizo su debut como profesional el 21 de diciembre de 2022 en un partido de la Copa del Rey de Campeones 2022-23 contra el Al-Ettifaq Club. Su debut en la Liga Profesional Saudí se produjo el 15 de enero de 2023, contra el Al-Adalah Club, sustituyendo a Nasser Al-Dawsari en el minuto 87. El encuentro finalizó con un resultado de 2-0 a favor del conjunto de Riad.

## Selección nacional
Hizo su debut con la selección absoluta de Arabia Saudita el 16 de noviembre de 2023 contra Pakistán en un partido de clasificación para la Copa Mundial de Fútbol de 2026 que finalizó con un resultado de 4-0 a favor del combinado saudí tras un los goles de Abdulrahman Ghareeb, Abdullah Radif y un doblete de Saleh Al-Shehri

## Clubes
| Club                      | País           | Año       | Partidos | Goles |
| ------------------------- | -------------- | --------- | -------- | ----- |
| Al-Hilal Saudi F. C.      | Arabia Saudita | 2022-2023 | 5        | 0     |
| Al-Taawoun F. C. (cedido) | Arabia Saudita | 2023-2024 | 27       | 0     |
| Al-Ittihad Jeddah Club    | Arabia Saudita | 2024-     | 10       | 0     |

## Palmarés

### Títulos nacionales
| Título                    | Club                   | País           | Año  |
| ------------------------- | ---------------------- | -------------- | ---- |
| Copa del Rey de Campeones | Al-Hilal Saudi F. C.   | Arabia Saudita | 2023 |
| Liga Profesional Saudí    | Al-Ittihad Jeddah Club | Arabia Saudita | 2025 |
| Copa del Rey de Campeones | Al-Ittihad Jeddah Club | Arabia Saudita | 2025 |